# Dolina Bystrego Potoku

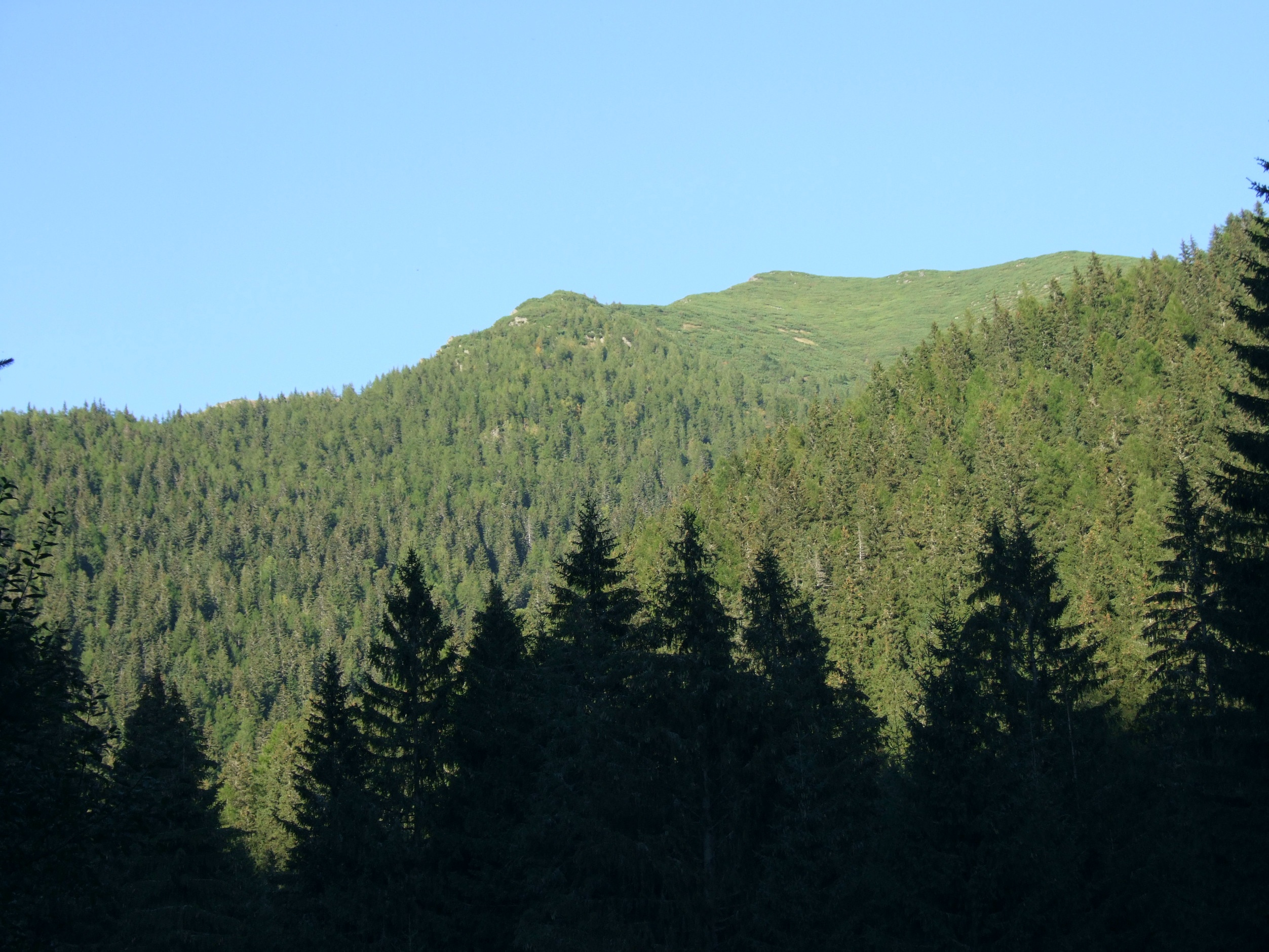
Widok z Doliny Żarskiej na dolną część Doliny Bystrego Potoku

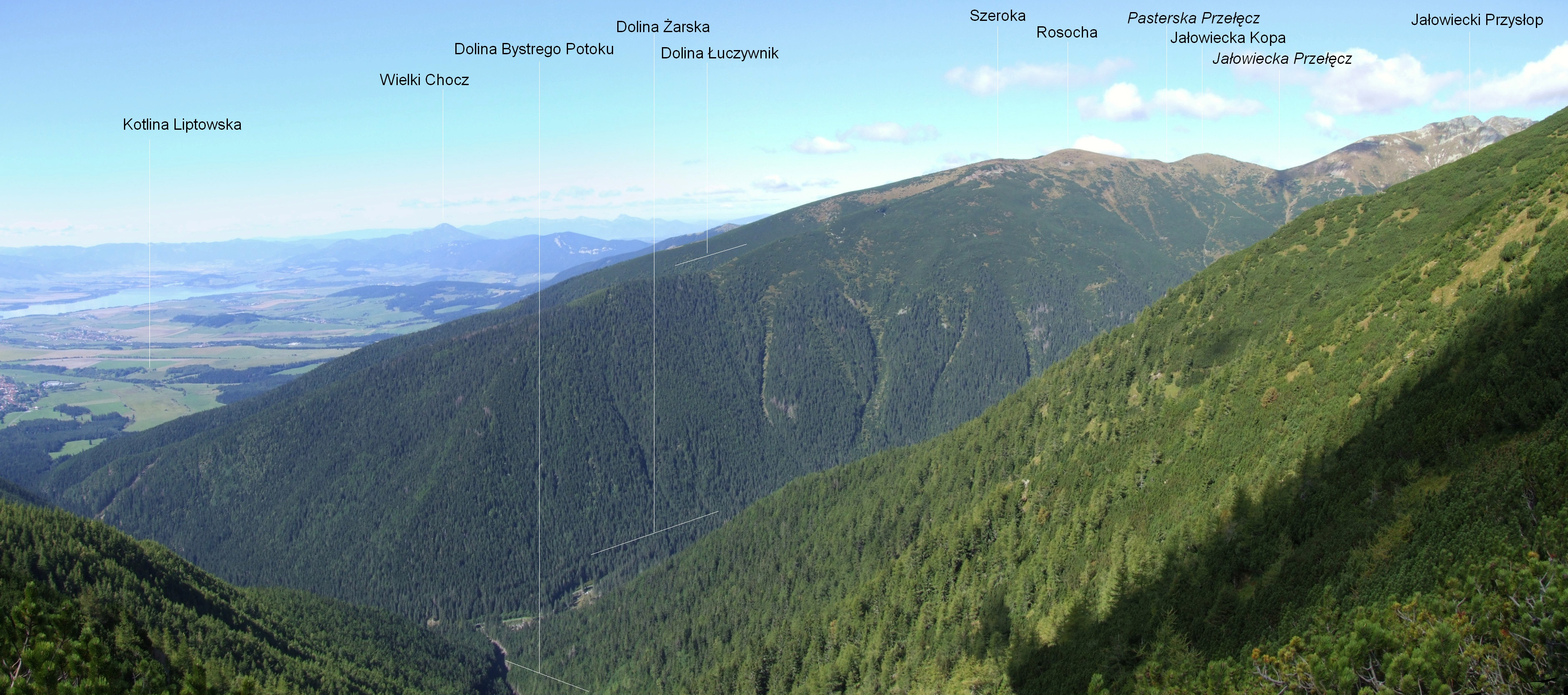
Wylot Doliny Bystrego Potoku do Doliny Żarskiej. Widok z południowego grzbietu Barańca

Dolina Bystrego Potoku (słow. dolinka Bystrého potoka) – lewe odgałęzienie Doliny Żarskiej w słowackich Tatrach Zachodnich. Górny koniec znajduje się na południowo-zachodnich stokach Barańca, skąd dolinka opada nieco krętym korytem w południowo-zachodnim kierunku, przed samym wylotem zakręcając na południe. Wylot dolinki znajduje się na wysokości około 1060 m przy zarośniętej już Porubskiej Polanie. Orograficznie prawe zbocza dolinki tworzy zachodnia grań Barańca oraz jej południowo-zachodni grzbiet Bystre, w dolnej części mający nazwę Łokieć. Zbocza lewe tworzy południowa grań Barańca i odchodząca od niej południowo-zachodnia grzęda. Dolinka ma jedno lewe odgałęzienie podchodzące pod południową grań Barańca, pomiędzy jego szczytem a wierzchołkiem 1881 m.
Dolina Bystrego Potoku jest dołem całkowicie zalesiona, wyżej porośnięta kosodrzewiną, a najwyższe partie są trawiaste. Dawniej dolina była wypasana. Istniały w niej dwie nieduże polany: Porubska Polana (przy wylocie do Doliny Żarskiej) i wyżej położona i niewidoczna ze szlaku turystycznego polana Łokieć z domkiem myśliwskim (chata pod Lakťom). Obydwie zarosły już lasem. Dnem doliny spływa Bystry Potok uchodzący do Smreczanki. Dolina jest niedostępna turystycznie. Szlak turystyczny wiodący dnem Doliny Żarskiej (szosa do Schroniska Żarskiego) nie przecina jej wylotu, gdyż w tym miejscu prowadzi prawym zboczem Doliny Żarskiej.